# Туранок, Сергей Викторович
Сергей Викторович Туранок (бел. Сяргей Віктаравіч Туранок, 29 марта 1986, Антосино, Белорусская ССР, СССР) — белорусский футболист, вратарь и тренер.

## Карьера

### Клубная
Сергей является воспитанником ДЮСШ из Фаниполя. Занимался у двух тренеров — Виталия Владимировича Малиновского и Василия Андреевича Лысенко.
Профессиональную карьеру начал в дзержинской «Ливадии» в 2003 году. Затем два сезона провел в минском «Торпедо-СКА». В 2006 году перебрался в жлобинский «Коммунальник». В 2007—2008 играл за дубль жодинского «Торпедо». В 2009 и 2010 защищал цвета светлогорского «Химика». По результатам сезона 2010 был признан лучшим вратарём Первой лиги.
Последующие три сезона выступал за «Городею», а в 2014 году вновь отправился в «Химик». В 2015 Туранок подписал контракт с футбольным клубом «Ислочь» стал чемпионом Первой лиги и помог команде впервые в истории выйти в Высшую лигу, где дебютировал 7 июля 2016 года в матче против БАТЭ (1:3). 25 января 2017 года продлил контракт с клубом. В сезоне 2017 стал чаще появляться на поле, провёл 12 матчей. В сезоне 2018 был основным вратарём, в июне и июле не играл из-за травмы, позднее вернулся в стартовый состав. В декабре 2018 года покинул «Ислочь».
В январе 2019 года тренировался с бобруйской «Белшиной» и вскоре стал игроком клуба. В сезоне 2019 чередовался с Владимиром Пятигорцом. В феврале 2020 года продлил контракт с клубом. Начинал сезон 2020 в качестве основного вратаря, летом уступил место Алексею Харитоновичу. В декабре по окончании контракта покинул «Белшину».
В апреле 2021 года присоединился к «Молодечно», где играл до конца сезона.

### Тренерская
В 2020 году, играя за «Белшину», выступал в качестве тренера.
С июня 2021 года работал с вратарями в детской школе «Ислочи». В январе 2022 года стал тренером вратарей в дублирующем составе клуба.

## Достижения
«Городея»
- Бронзовый призёр Первой лиги: 2011
- Серебряный призёр Первой лиги: 2012, 2013

«Ислочь»
- Победитель Первой лиги: 2015

«Белшина»
- Победитель Первой лиги: 2019